# Національний авангард (Італія)

Прапор Національного Авангарду

Національний авангард (італ. Avanguardia Nazionale) — італійська неофашистська націонал-революційна організація. Ударна структура ультраправих Італії 1960-х років. Активно брав участь у політичній боротьбі свинцевих сімдесятих. Заклав ідеологічні та організаційні основи радикального неофашизму. Засновник і лідер — Стефано Делле К'яє.

## Символіка
Емблемою Національного авангарду є руна Одала. Знак розташовується в білому колі на червоному або чорному стягу.
Гімн Національного авангарду починається зі слів Svegliati Europa — «Прокинься, Європо».